# Protea (botanica)
Protea (L., 1771) è un genere di piante appartenente alla famiglia delle Proteaceae, originario dell'Africa centrale e meridionale.

## Etimologia
Linneo diede a questo genere di piante il nome del dio greco Proteo, il quale poteva cambiare forma come e quando voleva. In lingua inglese vengono a volte letteralmente chiamate sugarbushes cioè cespugli di zucchero.
Le Protee ebbero grande successo tra i botanici del Capo di Buona Speranza nel XVII secolo. Molte specie furono introdotte in Europa nel XVIII secolo suscitando grande interesse.

## Distribuzione e habitat
La famiglia delle Proteaceae, alla quale appartiene il genere Protea si è originata nel Cretaceo. Le Proteaceae sono suddivise in due sottofamiglie:
- le Proteoideae presenti nell'Africa meridionale,
- le Grevilleoidacee concentrate soprattutto in Australia e Sud America

Molte protee si trovano a sud del fiume Limpopo anche se la specie Protea kilimanjaro si trova nel Parco nazionale del Monte Kenya. Il 92% delle specie si trova nella regione floristica del Capo una piccola cinta montuosa di terra costiera da Clanwilliam fino a Grahamstown nel Sudafrica. La straordinaria ricchezza e diversità di specie caratteristica della flora del Capo si pensa sia dovuta alla diversità paesaggistica dove le popolazioni possono isolarsi l'una dall'altra e svilupparsi in diverse specie.

## Tassonomia

### Relazioni
Posizionate all'interno della famiglia delle Proteaceae, le protee fanno parte della sottofamiglia delle
Proteoideae che comprende specie presenti dall'Australia all'Africa meridionale.

### Specie

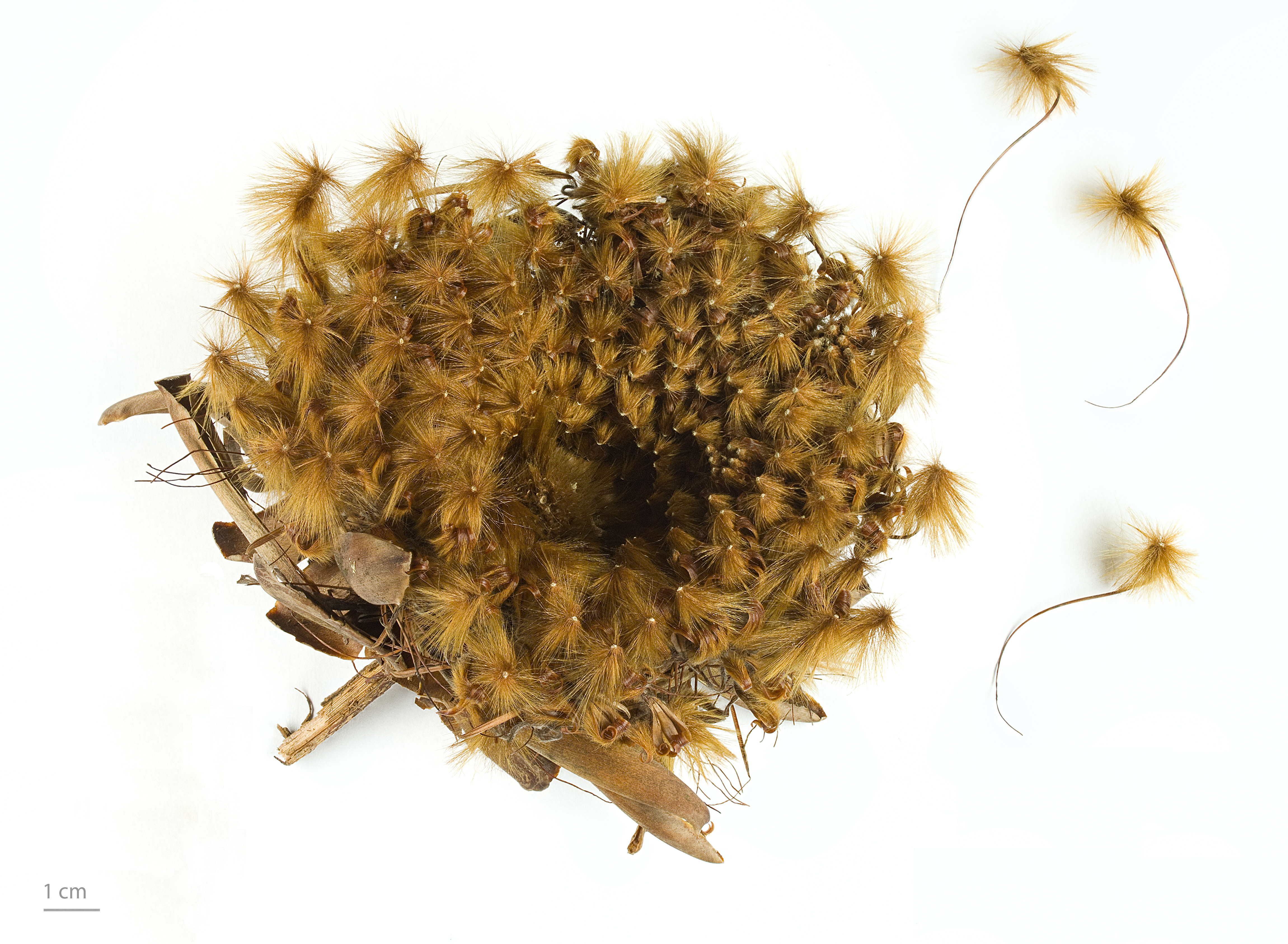
Protea madiensis

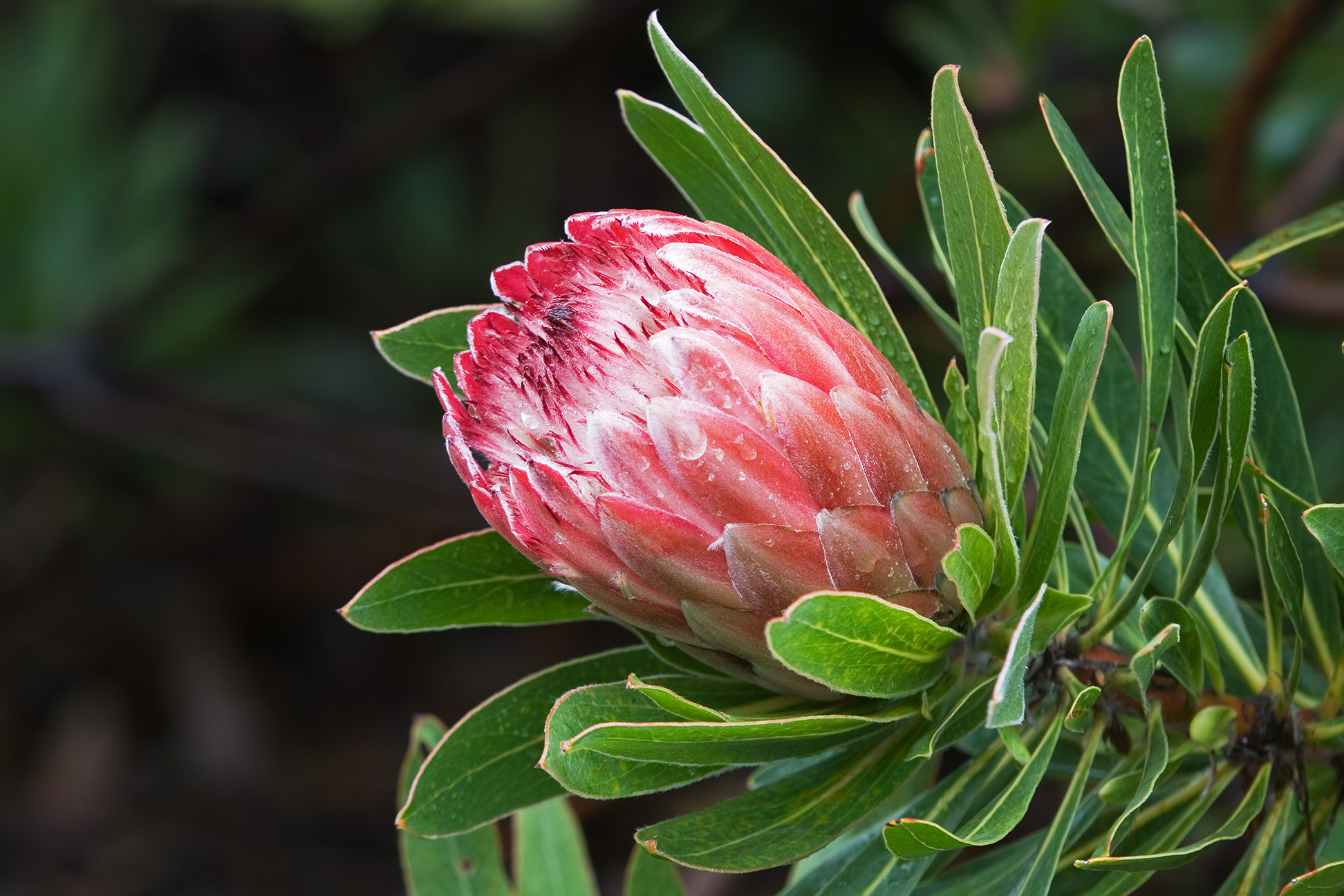
Protea ghiaccio rosa

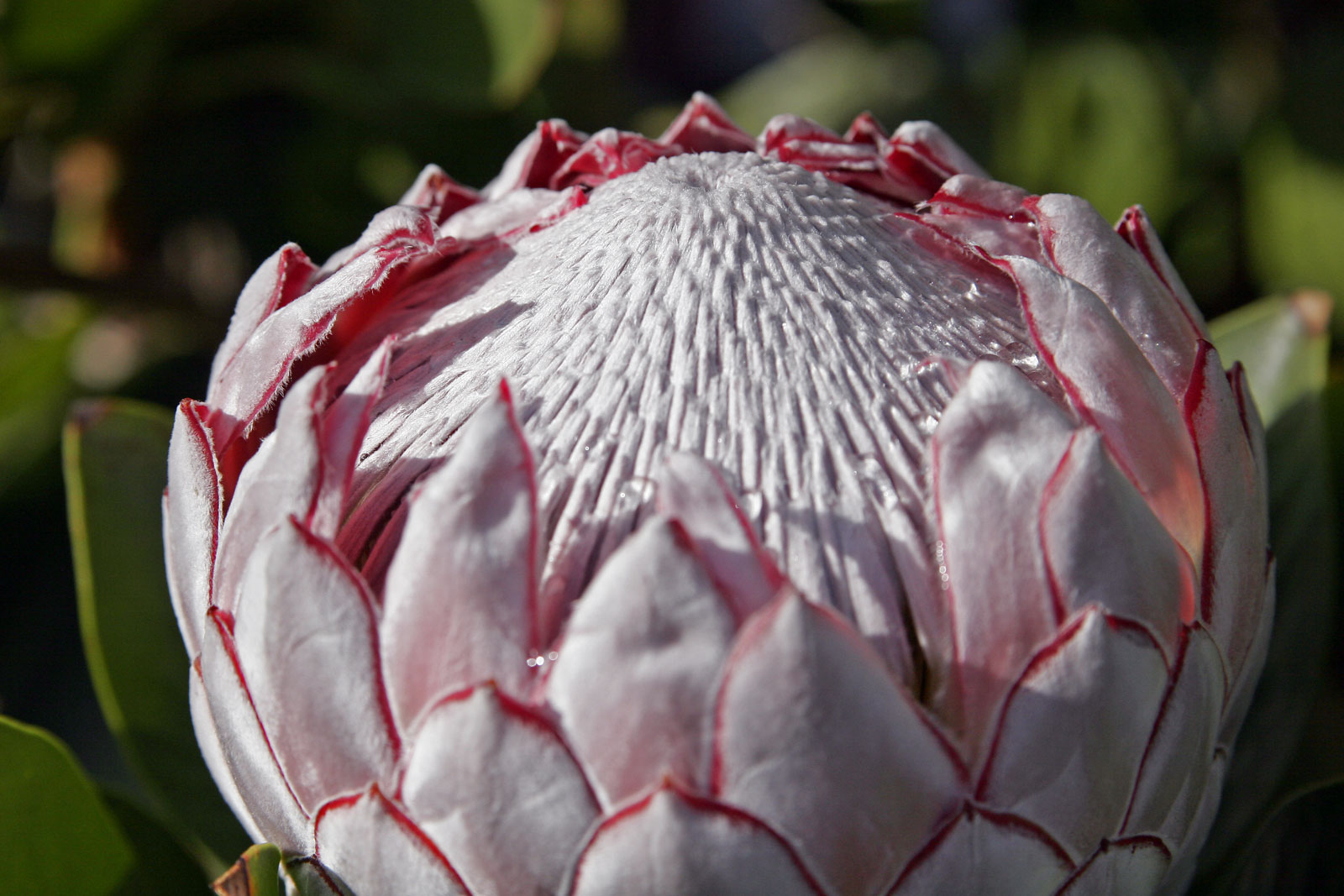
Protea Re (Protea cynaroides)

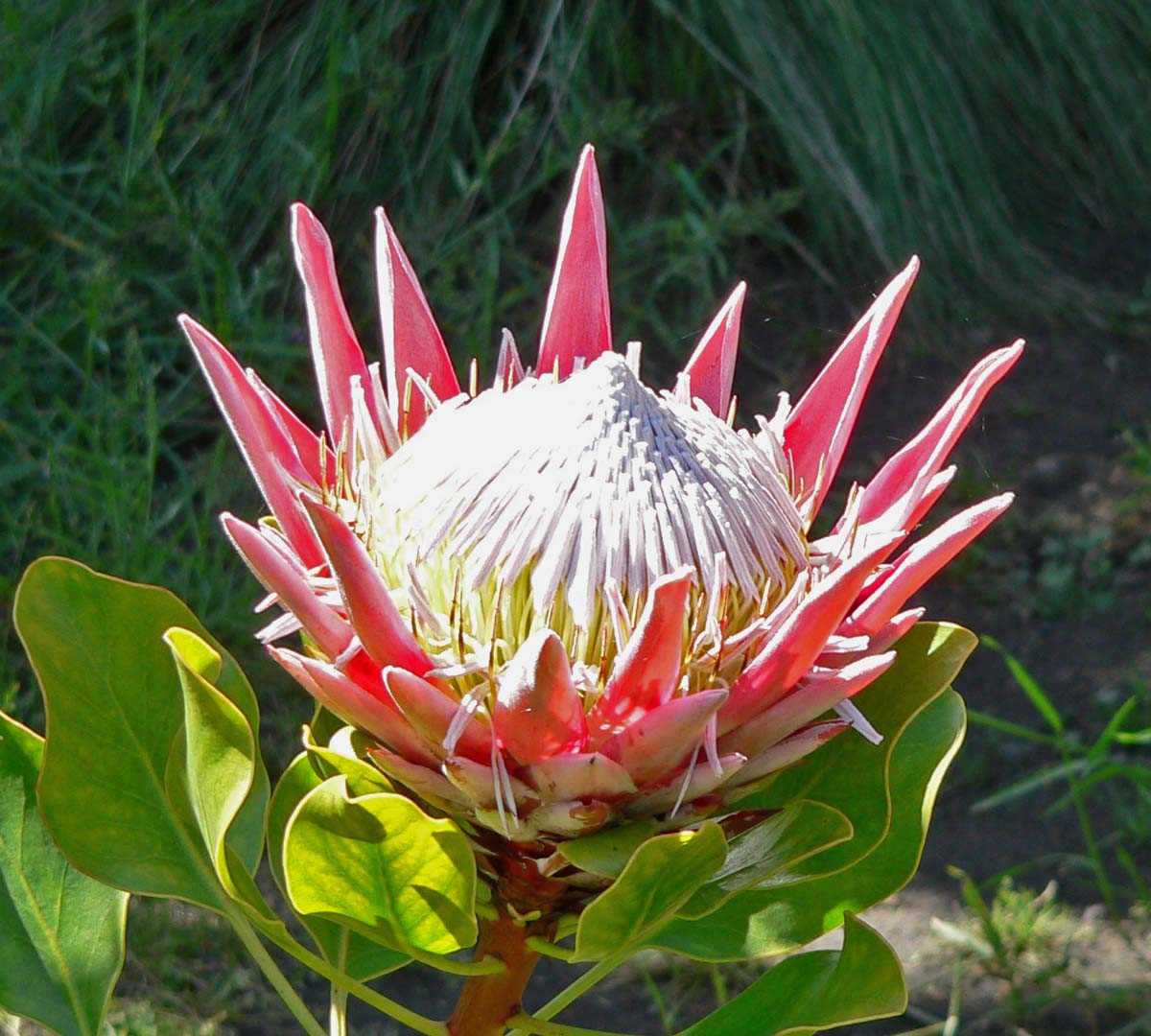
Protea Re (Protea cynaroides)

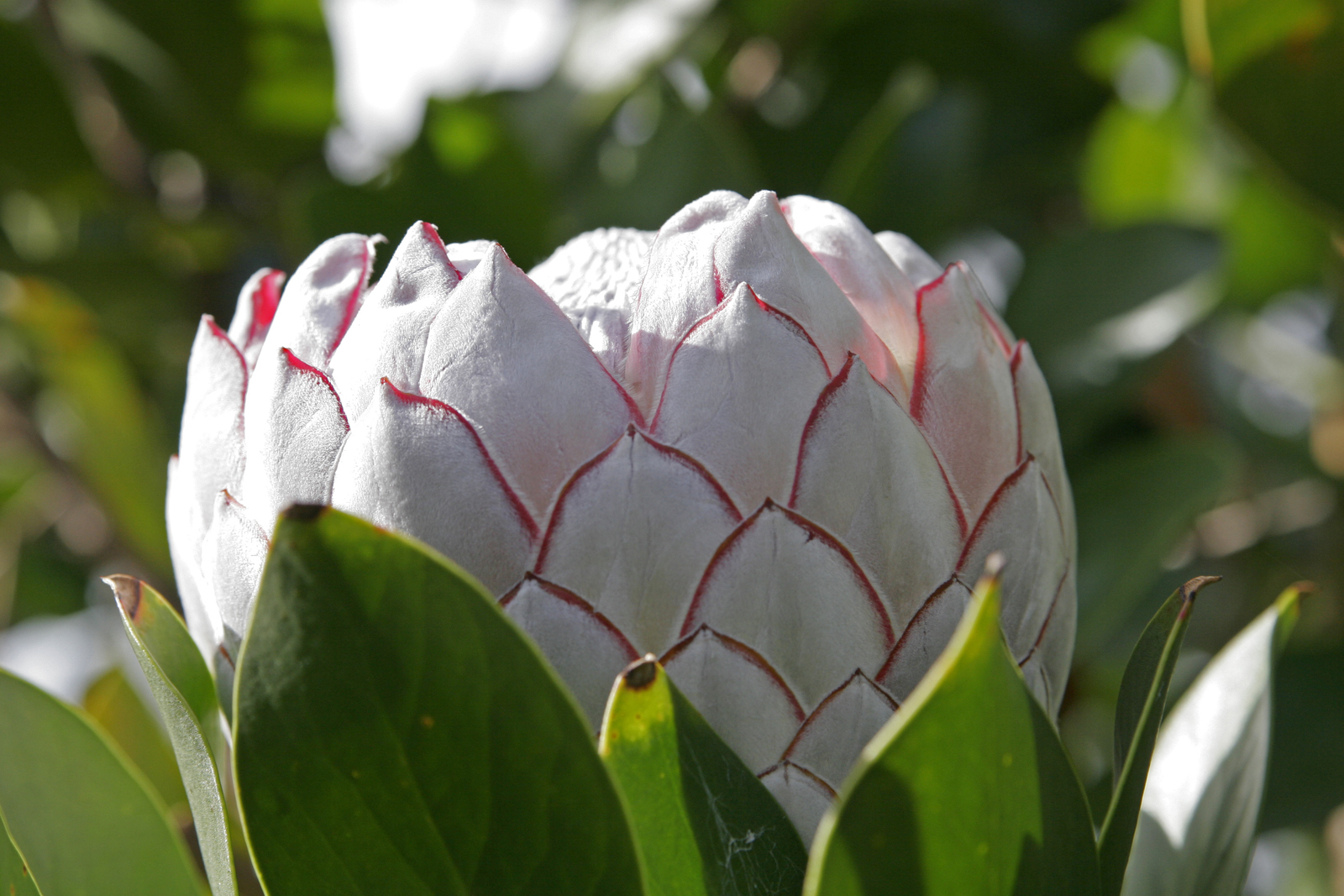
Protea Re (Protea cynaroides)

All'interno del genere Protea sono attualmente incluse 106 specie, suddivise in 19 sezioni:
- Protea sezione Craterifolia
  - Protea effusa
  - Protea namaquana
  - Protea pendula
  - Protea recondita
  - Protea sulphurea
- Protea sezione Crinitae
  - Protea foliosa
  - Protea intonsa
  - Protea montana
  - Protea tenax
  - Protea vogtsiae
- Protea sezione Cristatae
  - Protea asymmetrica
  - Protea wentzeliana
- Protea sezione Exsertae
  - Protea aurea
  - Protea lacticolor
  - Protea mundii
  - Protea punctata
  - Protea subvestita
  - Protea venusta
- Protea sezione Hypocephalae
  - Protea amplexicaulis
  - Protea cordata
  - Protea decurrens
  - Protea humiflora
  - Protea subulifolia
- Protea sezione Lasiocephalae
  - Protea gaguedi
  - Protea welwitschii
- Protea sezione Leiocephalae
  - Protea caffra (Protea comune)
  - Protea dracomontana
  - Protea glabra
  - Protea inopina
  - Protea nitida (L'albero vagone)
  - Protea nubigena
  - Protea parvula
  - Protea petiolaris
  - Protea rupicola
  - Protea simplex
- Protea sezione Ligulatae
  - Protea burchellii
  - Protea compacta
  - Protea eximia
  - Protea longifolia
  - Protea obtusifolia
  - Protea pudens
  - Protea roupelliae
  - Protea susannae
- Protea sezione Melliferae
  - Protea aristata
  - Protea lanceolata
  - Protea repens (Protea comune o Sugarbush, Cespuglio di zucchero)
- Protea sezione Microgeantae
  - Protea acaulos
  - Protea angustata
  - Protea convexa
  - Protea laevis
  - Protea revoluta
- Protea sezione Obvallatae
  - Protea caespitosa
- Protea sezione Paludosae
  - Protea enervis
- Protea sezione Paracynaroides
  - Protea cryophila (Protea neve)
  - Protea pruinosa
  - Protea scabriuscula
  - Protea scolopendriifolia
- Protea sezione Parviflorae
  - Protea mucronifolia
  - Protea odorata
- Protea sezione Patentiflorae
  - Protea angolensis
  - Protea comptonii
  - Protea curvata
  - Protea laetans
  - Protea madiensis
  - Protea rubropilosa
  - Protea rupestris
- Protea sezione Pinifolia
  - Protea acuminata
  - Protea canaliculata
  - Protea nana
  - Protea pityphylla
  - Protea scolymocephala
  - Protea witzenbergiana
- Protea sezione Protea
  - Protea cynaroides (Protea Re)
- Protea sezione Speciosae
  - Protea coronata
  - Protea grandiceps
  - Protea holosericea
  - Protea laurifolia
  - Protea lepidocarpodendron
  - Protea lorifolia
  - Protea magnifica
  - Protea neriifolia (Protea foglia-Oleander)
  - Protea speciosa
  - Protea stokoei
- Protea sezione Subacaules
  - Protea aspera
  - Protea denticulata
  - Protea lorea
  - Protea piscina
  - Protea restionifolia
  - Protea scabra
  - Protea scorzonerifolia

## Simbolo nazionale
Assieme all'antilope springbok la protea è stata trattata come simbolo nazionale del Sudafrica prima e dopo l'apartheid non però senza controversie. Il primo ministro Sudafricano Hendrik Frensch Verwoerd sognava di cambiare la bandiera Sudafricana di allora mettendo al centro di essa un'antilope springbok saltellante contornata da una collana di 6 protee ma questo non fu mai realizzato.
Dopo la messa al bando dell'apartheid il governo sudafricano decretò che il nome di tutte le squadre che si chiamavono Springboks  dovette cambiare in "Protee" un'eccezione alla regola fu fatta per la squadra della nazionale di rugby Sudafricana. Durante l'apartheid si usava chiamare "Le Protee" tutte le squadre che rappresentassero gli aborigeni di colore del Sudafrica.